# 韩星垣
韓星垣（1915年—1983年），字若水，河北省人，為王薌齋弟子，與其兄韓星橋皆為意拳傳承者，並將意拳傳至香港。
1915年10月22日〔農曆九月十四日〕出生於南京，三歲時到北京市定居。父親韓友三（雲亭）是形意拳好手，及長，隨父習形意拳，後又拜王占恒為師，同時又隨其任滿清御前撲戶之舅氏蕭長山練習摔交。1931年，十六歲時，赴上海與胞兄星橋相會，拜入王薌齋門下，並在其父友三主辦之上海「四明武術分社」處任助教。 
1937年，王薌齋召星垣上北京，助教於「四存學會」意拳學習班。1938年韓星橋亦應召來京任教。在京期間，被 薌齋老指派去唐山陸軍學校任武術教官，行前授以劈槍之技（包括拋槍、劈槍和刺槍）。此劈槍可以轉化為刺刀術，以授士兵。1946年，兄弟拜別薌齋老，返回上海。在胞兄星橋主辦之「上海保健國術研究社」任教。 
1949年，南下香港。至六十年代初，始應上海同鄉友好徐樹樑和朱國興兩位之請求，設帳於九龍深水涉中華傳道會頌恩堂〔今己不存在 〕，每週一晚，門人有李紹傳、葉希聖等人，成為南來後第一代弟子。
1966年12月4日設於尖沙咀金巴利道醫館兼武館正式開幕，取名「形意大成拳社」。拳社開幕之後，聞風來學者眾。涂行健、陳雲開、吳鐵坤、霍震寰……等人都是後來加入的，二十年以來，所教之眾多海內外弟子，當中不乏表表者，各具所長，各有成就。之教人拳藝，除站樁必修之外，十分注重實踐，所謂「非打不教」，是一種實際體認功夫的教學。
六十年代末，好些學生移民法國、澳洲、英、美、加等地。意拳之名不脛而走，有好些人專程由國外各地前來求教，慕名試技者也亦不少，留下很多軼事，至今仍為人所樂道。七十年代，親自到美、加、英國傳技，逗留時間短則一月，長則半載。在意拳之歷史上，最先將意拳的種籽散播到世界各國去的，允稱第一人！ 
1989年，王薌齋之女王玉芳老師，應「香港意拳學會」之邀到香港講學，在一個晚宴上發表講話，除表彰星發揚意拳之功績外，更讚賞之為人。其中一段話：「……二哥（星垣）很疼我，他常常指導我練拳；二哥很能打，也喜歡打，我也喜歡打，所以我時常跟他打……」
年輕時藝高膽大，對試手較技，從不推辭，且屢獲佳績，聲名由是鵲起。王玉芳老師話當年：「我爸爸最喜歡二哥」。胞兄星橋也嘗言：「韓二爺（星垣）的名，在當年北京的武林，無人不曉，反而我韓大爺的名及不上他呢。」一向低調而又謙遜的韓大爺以有此胞弟為榮！
1983年1月18日，因肝病去世，享年六十八歲。